# Monumento al grande incendio di Londra

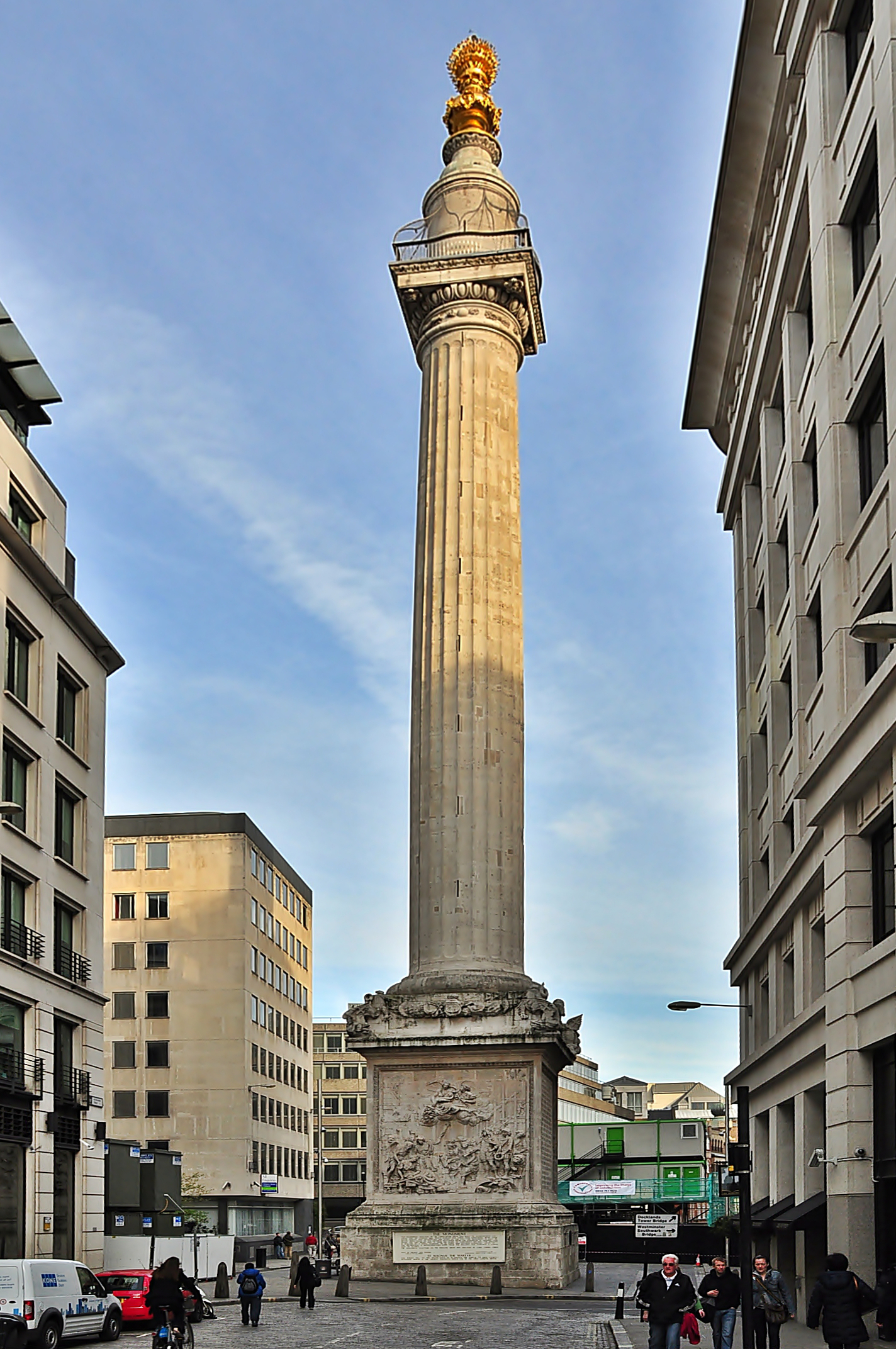
Il monumento al grande incendio di Londra

Il Monumento al grande incendio di Londra (in inglese, Monument to the Great Fire of London), più comunemente chiamato The Monument (Il monumento), è stato costruito tra il 1671 ed il 1677 a ricordo del grande incendio di Londra del 1666, su disegno dell'architetto Christopher Wren. Il Monumento si trova tra Monument Street e Fish Street Hill, ed è alto 61 m, l'esatta distanza dal monumento e Pudding Lane, dove iniziò l'incendio.